# Tiphobiosis quadrifurca
Tiphobiosis quadrifurca là một loài Trichoptera trong họ Hydrobiosidae. Chúng phân bố ở miền Australasia.